# Uuno Pietilä
Uuno Pietilä (ur. 1 sierpnia 1905 – zm. 10 grudnia 1984) – fiński łyżwiarz szybki, dwukrotny medalista mistrzostw świata i brązowy medalista mistrzostw Europy.

## Kariera
Pierwszy sukces w karierze Uuno Pietilä osiągnął w 1924 roku, kiedy wywalczył srebrny medal podczas mistrzostw świata w wieloboju w Helsinkach. W zawodach tych wyprzedził go jedynie Norweg Roald Larsen, a trzecie miejsce zajął kolejny reprezentant Finlandii, Julius Skutnabb. W poszczególnych biegach był tam ósmy na 500 m, drugi na 5000 m oraz czwarty na dystansach 1500 i 10 000 m. Srebrny medal przywiózł także z rozgrywanych rok później mistrzostw świata w Oslo, gdzie na podium rozdzielił swego rodaka, Clasa Thunberga i Roalda Larsena. Tym razem Pietilä wygrał na 10 000 m, był drugi na dwukrotnie krótszym dystansie, a w biegach na 1500 i 1500 m zajmował siódme miejsce. Ostatni medal zdobył na mistrzostwach Europy w Chamonix w 1926 roku, gdzie zajął trzecie miejsce. Wyprzedzili go tam Julius Skutnabb oraz Austriak Otto Polacsek. Pietilä był tam drugi za Skutnabbem w biegach na 500 i 1500 m, czwarty na 10 000 m i piąty na dystansie 5000 m. Nigdy nie wystąpił na igrzyskach olimpijskich. Karierę zakończył na początku lat 30' XX wieku.